# Sri Lanka en los Juegos Paralímpicos de Sídney 2000
Sri Lanka estuvo representada en los Juegos Paralímpicos de Sídney 2000 por tres deportistas masculinos. El equipo paralímpico esrilanqués no obtuvo ninguna medalla en estos Juegos.